# Kecamatan Siempat Nempu
Kecamatan Siempat Nempu är ett distrikt i Indonesien.   Det ligger i provinsen Sumatera Utara, i den västra delen av landet, 1 400 km nordväst om huvudstaden Jakarta.